# Monastère de Jermenčić
Le monastère de Jermenčić (en serbe cyrillique : Манастир Јерменчић ; en serbe latin : Manastir Jermenčić) est un monastère orthodoxe serbe situé sur le mont Ozren, dans le district de Zaječar et dans la municipalité de Sokobanja en Serbie.
L'église du monastère est dédiée à saint Michel et à saint Gabriel. Le monastère n'est plus en activité.

## Présentation
Le monastère se trouve à l'est de la Serbie, sur le mont Ozren, à 850 m d'altitude ; il est situé à 8 km de Sokobanja. À proximité se trouvent un grand nombre de sources, dont, selon la légende, deux auraient été captées par le haïdouk Veljko Petrović[réf. nécessaire]. 
Selon une première tradition, des troupes arméniennes auraient été levées par les Ottomans en 1392 ; engagées en tant que vassales, apprenant l'issue de la bataille de Kosovo Polje (1389), elles auraient choisi de rejoindre le camp des Serbes. Selon une autre tradition, les Arméniens, après avoir participé eux-mêmes à la bataille de Kosovo Polje et constatant la défaite des Chrétiens, auraient fondé le monastère de 1392. Dans les deux traditions, le nom du monastère est associé aux Arméniens, « Jermeni » en serbe. Dans la suite de l'histoire, les moines, fuyant les exactions et les pillages des Turcs, ont abandonné le monastère pour se réfugier dans le massif de la Fruška gora.
Les ruines du monastère ont été redécouvertes par Nasta Kostić de Sokobanja lors de la guerre serbo-russo-turque de 1877-1878 ; puis une église en pierre à nef unique a été construite sur la fondation des ruines, plusieurs fois remaniée par la suite.